# Achada da Vigia
Achada da Vigia é um sítio da freguesia de São Jorge, concelho de Santana, Ilha da Madeira, próximo da costa marítima.